# Gmina Wyznaniowa Żydowska w Krakowie
Gmina Wyznaniowa Żydowska w Krakowie – gmina żydowska z siedzibą w Krakowie, będąca członkiem Związku Gmin Wyznaniowych Żydowskich w RP. Swoim zasięgiem obejmuje południowo-wschodnią Polskę. Zarząd Gminy ma siedzibę przy Synagodze Kupa na ul. Miodowej 27.
Gmina powstała w 1993, z przekształcenia istniejącej w latach 1946–1993 Kongregacji Wyznania Mojżeszowego w Krakowie w Gminę Wyznaniową Żydowską. W 2022 zrzeszała 150 członków.
Gmina posiada cztery czynne synagogi: Remuh, Tempel, Izaaka i Kupa, z których ta pierwsza wykorzystywana jest do regularnych celebracji nabożeństw szabatowych i świątecznych. Poza tym gmina jest właścicielką synagog: Starej, Wysokiej, Poppera, Mizrachi, Deichesa, Chewra Thilim oraz innych położonych na terenie Małopolski, m.in. synagogi w Bobowej, Czarnym Dunajcu, Grybowie oraz Słomnikach.
Pod opieką gminy znajdują się cmentarze żydowskie, m.in. w Krakowie (Nowy, Remuh i Abrahama), Bochni, Gorlicach, Krynicy, Łabowej, Nowym Sączu, Nowym Targu, Tarnowie, Zakopanem.
Gmina utrzymuje mykwę (ul. Podbrzezie) oraz koszerną stołówkę, która wydaje około 30 posiłków na miejscu, a 15 dowożonych jest do ludzi starszych i samotnych.
Od 19 października 2005 do sierpnia 2006 naczelnym rabinem Krakowa był Abraham Flaks. Od sierpnia 2006 do października 2012 był nim Boaz Pash. Od 2013 do 2015 rabinem w Krakowie był pochodzący z Izraela Eliezer Gurary – od 2014 do 2015 roku naczelny rabin Krakowa. Dawniej gminę wspomagał również Sacha Pecaric, a także późniejszy naczelny rabin Galicji Edgar Gluck, rabin z Chabad-Lubawicz – Eliezer Gurary, jak również rabin Icchak Horowitz.

## Skład zarządu[3]
- przewodniczący: Helena Jakubowicz (od 2022)
- wiceprzewodniczący: Tadeusz Jakubowicz
- sekretarz: Bolesław Jagodski
- skarbnik: Aleksander Opoczyński
- członek zarządu: Magdalena Jenner

dawni przewodniczący:
- 1993-1997: Czesław Jakubowicz
- 1997-2022: Tadeusz Jakubowicz